# Cantón de Écueillé
El cantón de Écueillé  era una división administrativa francesa, que estaba situada en el departamento de Indre y la región de Centro-Valle de Loira.

## Composición
El cantón estaba formado por nueve comunas:
- Écueillé
- Frédille
- Gehée
- Heugnes
- Jeu-Maloches
- Pellevoisin
- Préaux
- Selles-sur-Nahon
- Villegouin

## Supresión del cantón de Écueillé
En aplicación del Decreto n.º 2014-178 de 18 de febrero de 2014, el cantón de Écueillé  fue suprimido el 22 de marzo de 2015 y sus 9 comunas pasaron a formar parte del nuevo cantón de Valençay.